# Women’s World Invitational Tournament
Das Women’s World Invitational Tournament (Chunghua Cup) war ein zwischen 1978 und 1987 viermal im Abstand von jeweils drei Jahren ausgetragenes Einladungsturnier für Frauen-Fußballnational- und -vereinsmannschaften. Es wurde vom Fußballverband der Republik China ausgerichtet und war vor der erstmals 1991 ausgetragenen offiziellen Fußball-Weltmeisterschaft der Frauen und dem erstmals 1996 ausgerichteten Fußballturnier der Frauen bei den Olympischen Spielen das prestigeträchtigste Fußballturnier im Frauenfußball. Der Erfolg führte dazu, dass die FIFA zunächst 1988 ein Einladungsturnier in der Volksrepublik China veranstaltete und 1991 die WM für Frauen einführte. Erfolgreichste Mannschaft war die Mannschaft von SSG 09 Bergisch Gladbach, die den Titel zweimal gewann, erstmals 1981, als es noch keine deutsche Fußballnationalmannschaft der Frauen gab.

## Modus
Gespielt wurde zunächst eine Vorrunde, in der in drei oder vier Gruppen je drei bis vier Mannschaften aufeinander trafen. Die jeweils zwei besten Mannschaften qualifizierten sich für die Finalrunde, wobei Ergebnisse aus der Vorrunde übernommen wurden. Die Mannschaften, die nicht für die Finalrunde qualifiziert waren, spielten um die Plätze 7 bzw. 9 bis 10, 11, 13 oder 14.

## Die Turniere im Überblick
| Jahr | Teilnehmer | Sieger                                                                                                | 2. Platz                                                                                              | 3. Platz                 | 4. Platz          |
| ---- | --- | --- | --- | ------------------------ | ----------------- |
| 1978 | 3 Nationalmannschaften (Australien, Chinese Taipei, Thailand), 10 andere Mannschaften (Polynesia (Hawaii, USA), Hackås IF (Schweden), HJK Helsinki (Finnland), Stade de Reims (Frankreich), Union SC Landhaus (Wien, Österreich), Sting Soccer Club (USA), SV Seebach (Schweiz), Denmark XI, IODE Roadrunners (Kanada), Northwood FC (London, England)) | HJK Helsinki und Stade de Reims (Beide Mannschaften hatten nach der Finalrunde 7 Punkte und 6:0 Tore) | HJK Helsinki und Stade de Reims (Beide Mannschaften hatten nach der Finalrunde 7 Punkte und 6:0 Tore) | Rep. China               | Sting Soccer Club |
| 1981 | 7 Nationalmannschaften (Chinese Taipei (2 teams, A & B), Haiti, Indien, Neuseeland, Philippinen, Thailand), 7 andere Mannschaften (SSG Bergisch Gladbach (Deutschland), Zwart-Wit '28 (Niederlande), SV Seebach (Schweiz), BUL Oslo (Norwegen), FC Vendenheim (Frankreich), HJK Helsinki (Finnland), Sting Soccer Club (USA))                           | SSG 09 Bergisch Gladbach                                                                              | Neuseeland                                                                                            | Rep. China               | BUL Oslo          |
| 1984 | 5 Nationalmannschaften (Australien, Chinese Taipei (2 teams, A & B), Neuseeland, Thailand), 6 andere Mannschaften (California Select (USA), SSG Bergisch Gladbach (Deutschland), Japan XI, Polynesia (Hawaii, USA), SV Seebach (Schweiz), Norway XI) | SSG 09 Bergisch Gladbach                                                                              | Rep. China                                                                                            | Rep. China-B             | Neuseeland        |
| 1987 | 8 Nationalmannschaften (Australien, Kanada, Chinese Taipei (2 teams, A & B), Hong Kong, Japan, Neuseeland, USA), 2 andere Mannschaften (SSG Bergisch Gladbach (Deutschland), Polynesia (Hawaii, USA)) | Rep. China                                                                                            | USA                                                                                                   | SSG 09 Bergisch Gladbach | Neuseeland        |